# Public Relations Global Network
A Public Relations Global Network (PRGN), a World PR Report alapján, egyike a világ 10 vezető PR ügynökségi hálózatának. A PRGN mintegy 50 tagja több mint 80 piacon működik világszerte és nyújt public relations szolgáltatást hozzávetőleg 1000 ügyfél számára. A hálózat 1992-ben alakult meg az Arizona állambeli (USA) Phoenixben, 2003 óta pedig Delaware államban van bejegyezve.

## Története
- 1992: "The Phoenix Network" néven létrejön a hálózat (csak amerikai tagokkal) az Arizona állambeli Phoenixben
- 2001/2: Franciaországból, Németországból és az Egyesült Királyságból csatlakoznak az első európai tagok.
- 2002: A hálózat felveszi a ma is használt „Public Relations Global Network“ (PRGN) nevet
- 2004: A hálózat ausztrál ügynökségi tagja csatlakozik a PRGN-hez
- 2005: Mexikói ügynökséggel bővül a hálózat
- 2007: Afrikából (Dél-afrikai Köztársaság) és Dél-Amerikából (Brazília) is érkeznek új tagok
- 2008: Az első ázsiai partner (Szingapúrból) bekerül a tagok közé
- 2012: Magyarországról a Goodwill Communications bekerül a hálózat tagjai közé
- 2015: A tagok száma mintegy 50-re nő, akik 6 kontinensen vannak jelen[4]

## Vezetés
A Public Relations Global Network tagjait független, a tulajdonosaik által irányított ügynökségek alkotják, a hálózatnak nincs állandó adminisztratív vagy vállalati központja. A szervezetet az ügyvezető testület irányítja. A hálózat évente új elnököt választ a PRGN élére. A rotációs rendszer miatt az ügyvezető testület legfontosabb tagjai a legutóbbi leköszönő elnök, a hivatalban lévő elnök és a következő évben megválasztásra javasolt elnök, továbbá olyan ügynökségvezetők, akik cégei régóta tagok, és akik maguk is aktívak a hálózat ügyeinek előmozdításában. Jelenleg az elnöki tisztséget Uwe Schmidt, a hamburgi székhelyű Industrie-Contact AG PR-ügynökség vezérigazgatója tölt be. A hálózat különböző funkcióinak ellátását szakmai bizottságok végzik, így létezik pénzügyi bizottság, ügyrendi bizottság, tagsági bizottság, üzletfejlesztési bizottság, marketing és kommunikációs bizottság. Ezek tagjait és vezetőit szintén évente megújítják a tagvállalatok képviselői közül.

## Külső linkek
"Hivatalos weboldal"